# Pilot Point, Alaska
Pilot Point är en ort i Lake and Peninsula Borough i delstaten Alaska, USA.